# Яхукимо
Яхукимо — округ в составе индонезийской провинции Папуа-Пегунунган. Площадь — 15 057,90 км², население — 187 021 (2017 г.).
Административный центр — Сумохай.

## География
Округ расположен на самом востоке Индонезии, северо-западнее центра острова Новая Гвинея. На востоке граничит с округом Пегунунган-Бинтанг, на юге — с округами Асмат и Бовендигул, на западе — с округами Джаявиджая и Ялимо, на севере — с округом Джаяпура.
Рельеф местности — сложнопересечённый, с большими перепадами высот: от 100 до 3000 м над уровнем моря.

## Климат
Влажный, тёплый. Чёткого деления на сезоны дождей и засухи нет, осадки выпадают равномерно в течение всего года. Среднегодовая температура — 20,5 °С.

## Население
Население округа стабильно растёт:
| 2010 г. | 2016 г. | 2017 г. |
| ------- | ------- | ------- |
| 165 912 | 184 217 | 187 021 |

Большинство населения — протестанты, также есть католики, мусульмане, незначительное число индуистов и буддистов.

## Административное деление
Яхукимо лидирует среди всех округов провинции Папуа по количеству административно-территориальных единиц в своём составе: 51 подокруг, 1 городское поселение и 517 деревень.